# 30mm口径弾
30mm口径弾（30ミリこうけいだん）は、30mm口径の砲弾。

## 概要
30mm口径の自動火器は、大口径であるため、いずれも機関砲として分類される。威力が強いため、掩体壕・装甲戦闘車両・航空機に対して用いられる。現在では、西側諸国では30×113mmB弾と30×173mm弾が、東側諸国では30×165mm弾が、それぞれデファクトスタンダードとなっている。

## 規格の一覧

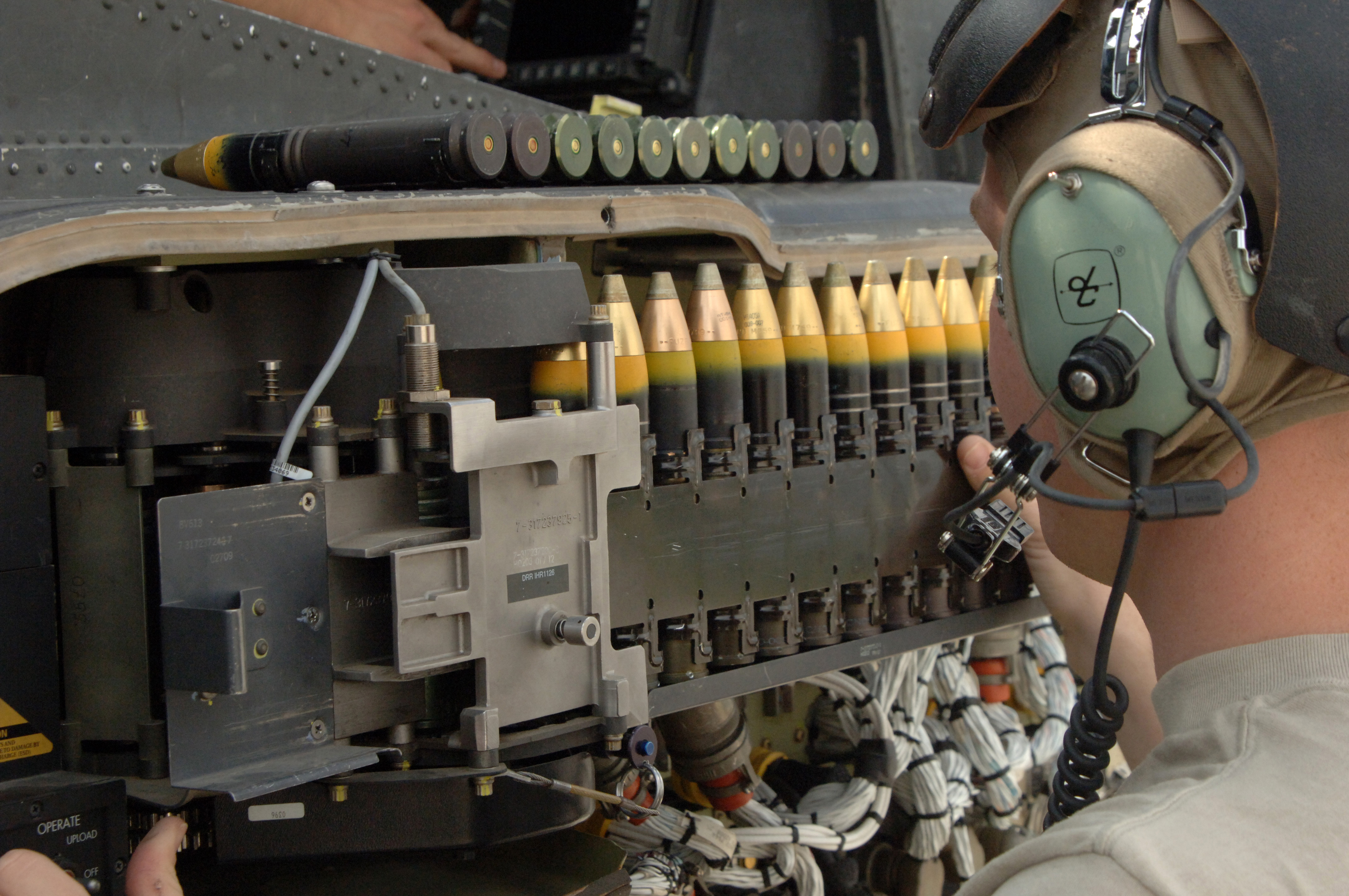
30×113mm弾。

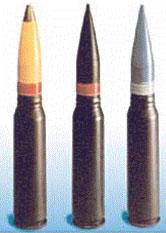
30×173mm弾。

30×86mmB
ADEN機関砲向けに開発された規格である。比較的軽量な機関砲で運用するために低初速とされているが、このために空対空射撃には不適とされ、のちに弾頭重量を小型化するかわりに初速を増大させた30×113mmB弾によって更新された。なお、弾薬全長は200mmで、30×113mmB弾と同じであった。
- ADEN

30×90mmRB
1940年、ラインメタル社において開発された規格である。従来使用されていた30×184mmB弾よりも低初速とされた代わりに、より軽量の機関砲で運用可能となった。
- MK 108 機関砲

30×92mmRB
大日本帝国海軍が第二次世界大戦中に開発した規格である。
- 二式三十粍固定機銃

30×113mmB

ADEN Mk.4とDEFA 550向けの統一規格として開発されたもので、北大西洋条約機構のデファクトスタンダードの一つとなっている。もう一方の30×173mm弾よりも低初速である分、より軽量の機関砲で運用可能となった。
- ヒューズ・ヘリコプターズ M230機関砲
- ADEN Mk.4
- DEFA 550
- GIAT 30（30 M 781）

30×115mm
大日本帝国陸軍が第二次世界大戦中に開発した規格である。
- ホ155-I
- ホ155-II

30×122mm
大日本帝国海軍が第二次世界大戦中に開発した規格である。
- 五式三十粍固定機銃

30×150mm
- GIAT 30（30 M 791）

30×165mm
ソビエト連邦において開発された規格であり、西側の30×173mmにほぼ相当するものとなっている。
- GSh-30-1
- GSh-30-2
- GSh-6-30
- 2A42
- 2A72
- 2A38

30×170mm
- L21A1 ラーデン砲
- エリコン KCB

30×173mm

北大西洋条約機構のデファクトスタンダードの一つとなっている。もう一方の30×113mm弾よりも高初速・大弾頭重量である分、機関砲は大型化している。
- エリコン KCA
- GAU-8 アヴェンジャー
- Mk 44 ブッシュマスター II
- マウザーMK 30 30mm機関砲
- デネル EMAK 30

30×184mmB
1930年代にラインメタル・ボルジッヒ社において開発された規格である。いずれも攻撃機搭載の航空機関砲において使用された。
- MK 101 機関砲
- MK 103 機関砲

30×250mmケースレス
無反動機関砲用のケースレス弾薬である。
- ラインメタル RMK30